# Václav Kozák
Václav Kozák (* 14. April 1937 in Vrbno nad Lesy; † 15. März 2004 in Terezín) war ein tschechoslowakischer Ruderer. 
Václav Kozák und Pavel Schmidt erreichten bei den Ruder-Europameisterschaften 1959 im Doppelzweier den zweiten Platz hinter den sowjetischen Olympiasiegern von 1956 Alexander Berkutow und Juri Tjukalow. Bei den Olympischen Spielen 1960 gelang es Kozák und Schmidt bereits im Vorlauf, den sowjetischen Doppelzweier zu besiegen. Nachdem sich Berkutow und Tjukalow über den Hoffnungslauf für das Finale qualifiziert hatten, siegten Kozák und Schmidt im Finale mit drei Sekunden Vorsprung vor dem sowjetischen Doppelzweier. Bei den Ruder-Europameisterschaften 1961 siegten Berkutow und Tjukalow zum fünften Mal; hinter dem britischen Zweier erhielten Kozák und Schmidt die Bronzemedaille.
Bei den Ruder-Europameisterschaften 1963 gewann Kozák im Einer seinen einzigen Europameistertitel. Nach einem zwölften Platz im Einer bei den Olympischen Spielen 1964 erreichte er den neunten Platz bei den Olympischen Spielen 1968. Seine einzige internationale Medaille nach 1963 gewann Kozák bei den Ruder-Europameisterschaften 1965, als er mit dem Vierer mit Steuermann den dritten Platz belegte.
Der 1,79 m große Kozák war nach seiner Karriere als Trainer tätig.